# Chiesa di San Pietro (Varese Ligure, San Pietro Vara)
La chiesa di San Pietro è un luogo di culto cattolico situato nella frazione di San Pietro Vara, sulla piazza omonima del comune di Varese Ligure in provincia della Spezia. L'edificio è sede della parrocchia omonima del vicariato dell'Alta Val di Vara della diocesi della Spezia-Sarzana-Brugnato.

## Storia e descrizione

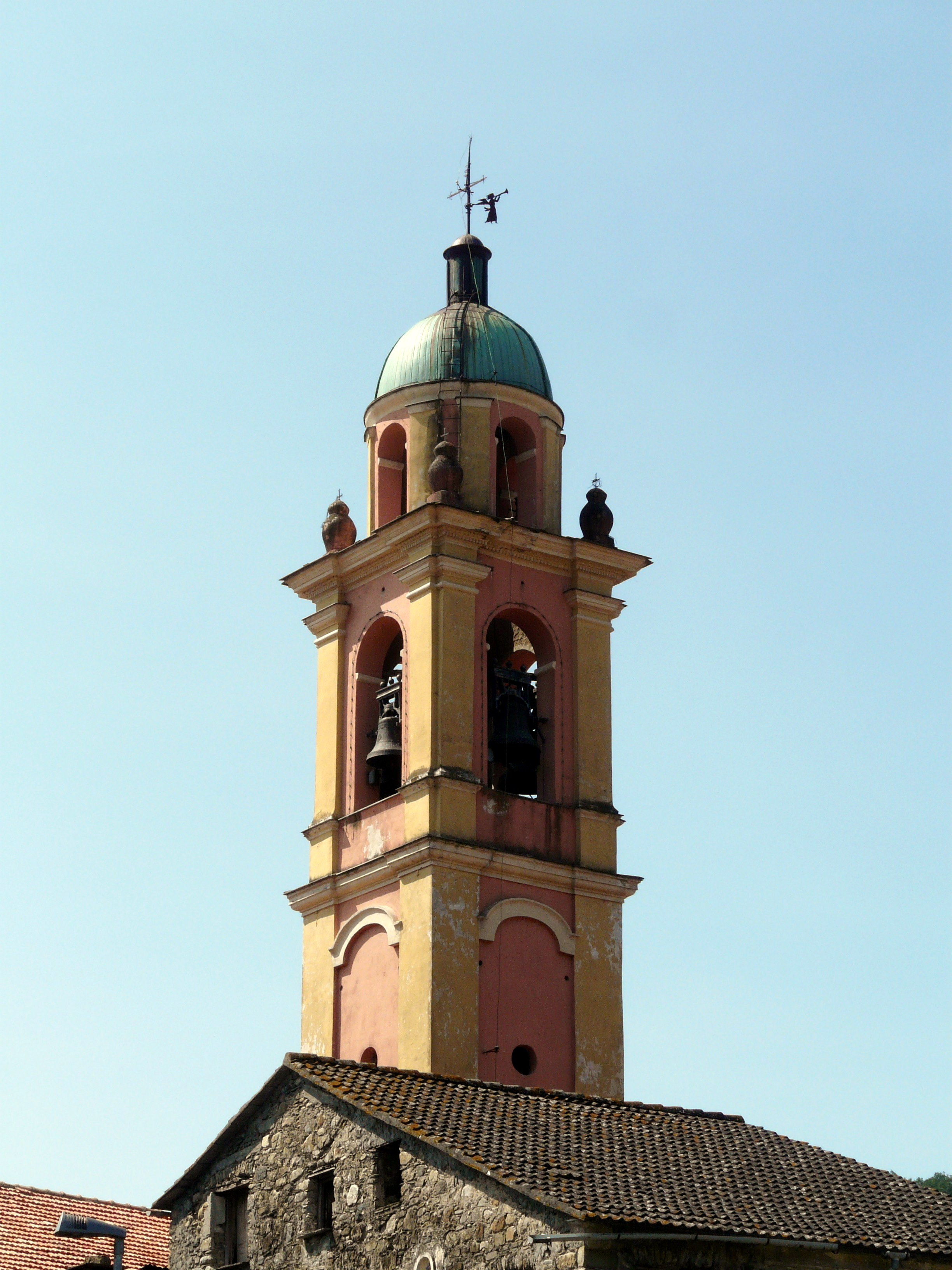
Il campanile

Considerata una delle chiese più antiche della vallata, i documenti attestano la sua nomina a rettoria dal 1176. Nel 1899 è stata elevata al titolo di prevostura dal primo vescovo della diocesi di Chiavari, monsignor Fortunato Vinelli.
All'interno sono custoditi un trittico raffigurante San Pietro e i santi Giovanni Battista e Paolo di Luca Cambiaso e un trittico in marmo, del 1548, ritraente la Madonna col Bambino tra i santi Rocco e Sebastiano.